# Łęg (rejon złoczowski)
Łęg (ukr. Луг) – wieś na Ukrainie w rejonie złoczowskim obwodu lwowskiego.